# Дедич, Русмин
Русмин Дедич (словен. Rusmin Dedič; 11 сентября 1982, Зворник, СФРЮ) — словенский футболист, полузащитник.

## Биография
Выступал за словенский «Рудар». Зимой 2003 года перешёл в полтавскую «Ворсклу-Нефтегаз». В Высшей лиге дебютировал 23 марта 2003 года в матче против киевской «Оболони» (1:0). В «Ворскле» Дедич запомнился допинговым скандалом, за употребление медицинского препарата, в котором содержались запрещенные добавки. Дедич был наказан шестимесячной дисквалификацией, а «Ворскла» была оштрафована на сумму 3 тысячи гривен. После полтавский клуб разорвал контракт с Дедичем, а Русмин перешёл в «Олимпию» из Любляны.
В новой команде Дедич дебютировал 15 сентября в матче против клуба «Приморье». До конца года он принял участие в 10 матчах чемпионата. Летом 2005 года он вернулся в «Рудар».
Летом 2006 года перешёл в словенский клуб «Горица». В команде провёл 50 матчей. Летом 2008 года вновь оказался в «Рударе».